# Germanischer Lloyd
Germanischer Lloyd AG är ett tyskt klassningssällskap. Företaget, som grundades på 1867 är ett av de största inom sitt område. Verksamheten består bland annat i klassning av fartyg och certifiering av säkerhetssystem för marina installationer.
Germanischer Lloyd bedriver verksamhet globalt med tyngdpunkt på Asien och Europa och Nordamerika.
2013 gick Germanischer Lloyd ihop med DNV och bildade bolaget DNV GL. DNV GL består av fem stycken affärsområden: Maritime, Oil and Gas, Business Assurance, Energy och Software. I Sverige bedriver DNV GL verksamhet inom affärsområdena Maritime och Business Assurance. DNV GL - Business Assurance jobbar med certifiering av ledningssystem, produkter och personer. Verifiering av hållbarhetstjänster. Utbildning inom verksamhetsutveckling som standarder och hållbarhetsarbete. DNV GL - Maritime jobbar med klassning av fartyg.
Huvudkontoret ligger i Høvik i Bærum kommun i Norge. I Sverige har DNV GL kontor i Stockholm, Göteborg och Malmö.